# مسجد عباسقلی
مسجد عباسقلی خان مربوط به دوره قاجار است و در زنجان، خیابان سعدی وسط واقع شده و این اثر در تاریخ ۲۳ مرداد ۱۳۷۸ با شمارهٔ ثبت ۲۳۷۴ به‌عنوان یکی از آثار ملی ایران به ثبت رسیده است.